# Cotton (Staffordshire)
Cotton – wieś i civil parish w Anglii, w Staffordshire, w dystrykcie Staffordshire Moorlands. W 2011 civil parish liczyła 345 mieszkańców.